# Kaio César
Kaio César Andrade Lima, mais conhecido apenas como Kaio César (Maceió, 15 de fevereiro de 2004) é um futebolista brasileiro que atua como ponta e meia. Atualmente joga pelo Cruzeiro.

## Carreira

### Coritiba
Kaio César começou sua carreira no futsal, atuando em escolinhas desde os seis anos. Chegou a fazer teste no Fluminense e no Sport, onde passou aos 13 anos e ficou por um ano e meio. Entretanto, acabou dispensado por ser muito baixo e não ter a força necessária para o futebol. Apesar de desanimado, não desistiu e passou a atuar no Agrimaq, ficando por dois meses antes de ir fazer avaliações no Coritiba, ficando duas semanas em avaliação e passando, aos 14 anos.
Integrou o elenco campeão da Copa do Brasil Sub-20 em 2021 sobre o Botafogo e do Paranaense Sub-20 em 2022, onde fez um dos gols do empate de 2–2 no tempo normal, vencendo as penalidades. Também disputou a Copinha de 2022 e atuou nas quatro partidas do torneio que o Coxa disputou, com dois gols marcados. Isso o fez ser notado pela comissão técnica do time principal e ser cotado para subir aos profissionais no ano seguinte.

#### 2023
Foi promovido aos profissionais em janeiro de 2023, estreando pelo time principal em 18 de janeiro, entrando aos 37 minutos do segundo tempo da vitória sobre o Foz do Iguaçu por 3–0 na 2ª rodada do Campeonato Paranaense. 11 dias depois, estreou como titular e marcou seu primeiro gol com a camisa do clube no empate de 1–1 com o Azuriz. Também marcou um gol no Atletiba que terminou empatado em 1–1, pela 7ª rodada do Paranaense.
O bom começo de cinco jogos e dois gols fez o Coxa renovar seu contrato até agosto de 2026 com multa rescisória de 50 milhões de euros (278 milhões de reais), assinando em 7 de fevereiro de 2023. Kaio disputou 36 partidas e marcou três gols na temporada.

#### 2024
Em janeiro foi integrado ao Sub-20 novamente juntamente com Jean Pedroso para compor o elenco da Copa São Paulo devido aos desfalques da equipe.

### Vitória de Guimarães
Em 31 de janeiro de 2024, Kaio César foi anunciado como novo reforço do clube português Vitória de Guimarães por empréstimo com opção de compra até o final da temporada.
Sua estreia ocorreu na 27ª rodada da Primeira Liga no empate contra o Portimonense, entrando aos 84 minutos no lugar de André Silva.
O clube português exerceu a cláusula de compra do atacante no início de janeiro de 2025, pagando 1,5 milhão de euros (aproximadamente R$ 9,5 milhões na cotação atual). O valor estava fixado em contrato após a renovação do empréstimo de Kaio César, em julho de 2024. Pela nova cessão, o Coxa recebeu 300 mil euros (cerca de R$ 1,9 milhões na cotação do dia).

### Al-Hilal
Ainda em janeiro de 2025, o Al-Hilal, da Arábia Saudita, acertou a contratação de Kaio César. O time árabe vai pagar cerca de 10 milhões de euros (R$ 62 milhões de reais) ao clube português pelo atacante.

## Seleção Brasileira

### Sub-23
Foi um dos 18 convocados por Ramon Menezes para representar o Brasil nos Jogos Pan-americanos de 2023, sendo essa sua primeira convocação à Seleção. Sagrou-se campeão do torneio ao vencer o Chile por 4–2 nos pênaltis, após empate de um gol no tempo normal. Kaio entrou aos 33 minutos do segundo tempo na final no lugar de Guilherme Biro.

## Estilo de jogo
Apesar da baixa estatura (1,65 m), Kaio César tem como principal característica sua  velocidade, podendo também atuar como ponta ou meia.

## Estatísticas

### Seleção Brasileira
Abaixo estão listados todos jogos e gols do futebolista pela Seleção Brasileira, desde as categorias de base. Abaixo da tabela, clique em expandir para ver a lista detalhada dos jogos de acordo com a categoria selecionada. 
Sub-23
| Ano   |       |      |         |
| Ano   | Jogos | Gols | Assist. |
| ----- | ----- | ---- | ------- |
| 2023  | 5     | 0    | 0       |
| Total | 5     | 0    | 0       |

|    | Data                  | Local                                             | Resultado | Adversário     | Gols | Competição                   |
| -- | --------------------- | ------------------------------------------------- | --------- | -------------- | ---- | ---------------------------- |
| 1. | 23 de outubro de 2023 | Estádio Elías Figueroa Brander, Valparaíso, Chile | 1–0       | Estados Unidos | 0    | Jogos Pan-americanos de 2023 |
| 2. | 26 de outubro de 2023 | Estádio Sausalito, Viña del Mar, Chile            | 2–0       | Colômbia       | 0    | Jogos Pan-americanos de 2023 |
| 3. | 29 de outubro de 2023 | Estádio Sausalito, Viña del Mar, Chile            | 3–0       | Honduras       | 0    | Jogos Pan-americanos de 2023 |
| 4. | 1 de novembro de 2023 | Estádio Sausalito, Viña del Mar, Chile            | 1–0       | México         | 0    | Jogos Pan-americanos de 2023 |
| 5. | 4 de novembro de 2023 | Estádio Sausalito, Viña del Mar, Chile            | 1–1 (4–2) | Chile          | 0    | Jogos Pan-americanos de 2023 |

## Títulos

### Coritiba

#### Base
- Copa do Brasil Sub-20: 2021
- Campeonato Paranaense Sub-20: 2022

### Seleção Brasileira

#### Sub-23
- Jogos Pan-Americanos: 2023